# Francia libera
Il movimento della France libre (Francia Libera) fu un'organizzazione politico-militare attiva durante la seconda guerra mondiale nel Paese transalpino e nelle sue colonie, che divenne anche forma di regime di governo esecutivo delle zone già amministrate dalla Terza Repubblica francese prima del conflitto, e non controllate dal governo di Vichy.
Dopo l'occupazione tedesca e l'instaurazione del governo di Vichy, il generale francese Charles de Gaulle chiamò alle armi i combattenti fedeli alla causa anti-nazista che si organizzarono sotto la sigla di Francia Libera per combattere contro gli invasori utilizzando le proprie forze armate che portavano la denominazione di Forces françaises libres (in italiano: Forze francesi libere.)
Il movimento, organizzato dal generale de Gaulle, da alcuni militari e politici francesi decisi a rifiutare una pace separata con il Terzo Reich e a continuare a combattere accanto al Regno Unito, si formò a Londra il 18 giugno 1940, quattro giorni prima del secondo armistizio di Compiègne.
Nel giugno 1944 fu costituito un Governo provvisorio, guidato da de Gaulle, che riconsegnò il potere nel gennaio 1946.

## Storia

### Preludio
Il generale Charles de Gaulle, nel 1940, era uno dei membri dell'alto comando dell’esercito durante la battaglia di Francia. Mentre le forze tedesche dimostravano la loro superiorità sui campi di battaglia e l'Italia dichiarava a sua volta la guerra, i governanti francesi si trovarono nelle condizioni di dover negoziare un armistizio con gli invasori.
Il generale de Gaulle, insieme ad un piccolo gruppo di politici, si oppose strenuamente alla resa alle forze tedesche: atterrato a Bordeaux alle ore 21.30 del 16 giugno proveniente da Londra dove aveva avuto colloqui con i dirigenti britannici, il generale apprese delle dimissioni di Paul Reynaud e decise di ripartire subito per il Regno Unito. Alle ore 09.20 del 17 giugno de Gaulle lasciò la Francia a bordo di un aereo britannico; secondo le parole del generale, "la partenza ebbe luogo senza romanticismi e senza difficoltà".
Il 16 giugno il nuovo presidente del Consiglio francese Philippe Pétain intavolò i primi incontri con i rappresentanti dell'Asse, per definire i dettagli della resa e l'instaurazione del nuovo governo filotedesco.
Il 18 giugno, de Gaulle parlò ai francesi tramite i microfoni della BBC, chiedendo ai soldati, ai marinai e agli aviatori di lasciare l'esercito ufficiale e di unirsi per combattere l'invasore nazista. Il cosiddetto "appello del 18 giugno" (appel du 18 juin) non ebbe molto ascolto, ma i seguenti discorsi di de Gaulle ebbero risonanza notevole.
Alcuni esponenti del Gabinetto britannico tentarono di fermare i proclami del Generale, ma lo stesso primo ministro Winston Churchill intervenne in sua difesa e in supporto della Francia Libera. L'appello di de Gaulle è ancora oggi uno dei più famosi e importanti discorsi della storia francese.
Il 22 giugno, Pétain, investito della carica di presidente del Consiglio dal parlamento francese liberamente eletto, firmò la resa incondizionata. De Gaulle venne processato in contumacia, e condannato a morte per tradimento, in quanto aveva dichiarato di essere l'ultimo membro del governo Reynaud in grado di esercitare il comando e di essere quindi il legittimo governatore della nazione, affermando pubblicamente l'incostituzionalità del governo Pétain.

### La croce di Lorena

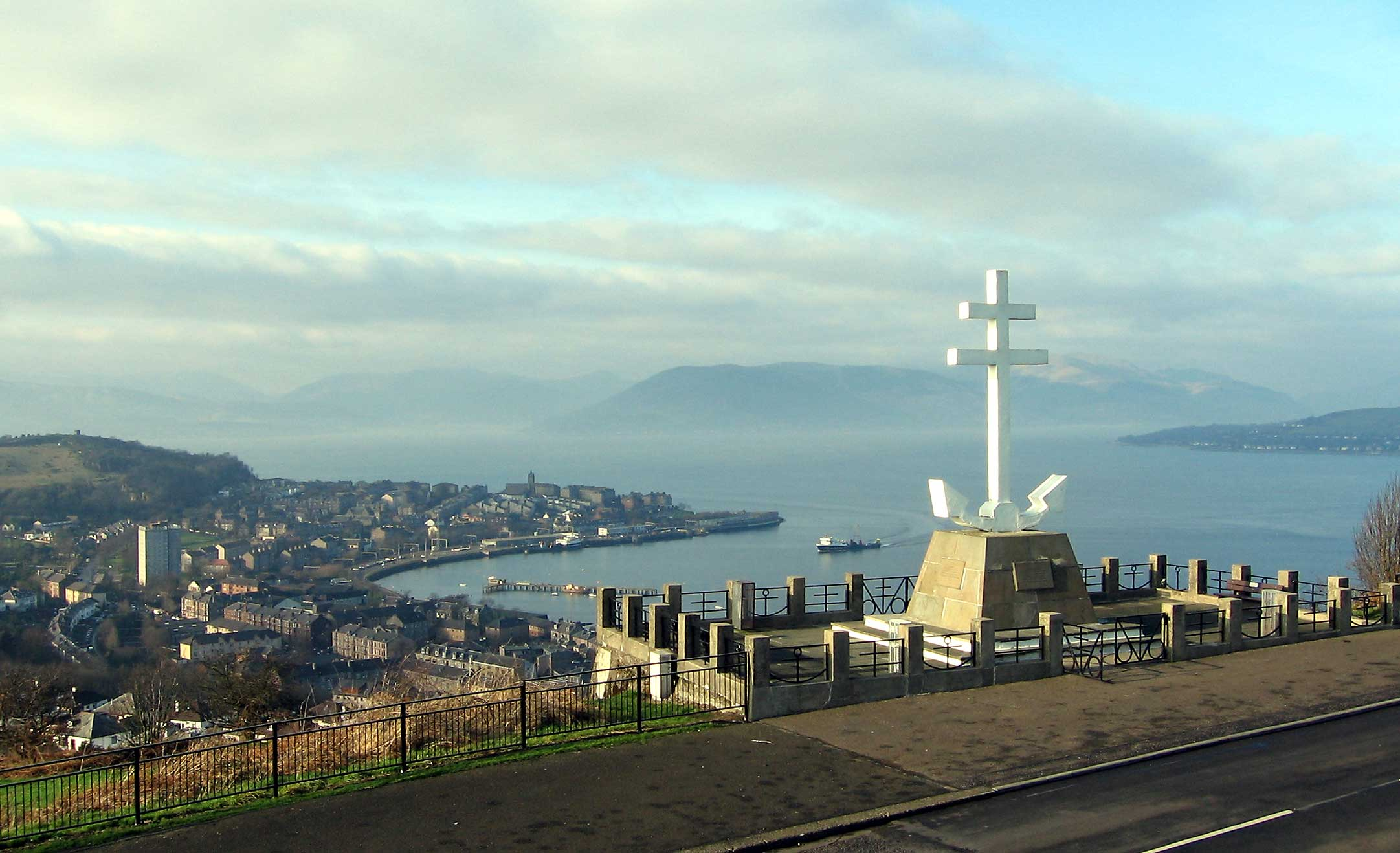
Il Free French Memorial, affacciato sul Firth of Clyde

Il 1º luglio 1940 il capitano di corvetta Georges Thierry d'Argenlieu suggerì l'adozione della croce di Lorena come simbolo della Francia Libera: già simbolo di Giovanna d'Arco, ricordava la perseveranza e la forza dell'eroina e avrebbe rappresentato una risposta morale alla svastica nazista.
Nell'ordine generale n. 2 del 3 luglio 1940, il viceammiraglio Émile Muselier, nominato solo due giorni prima capo delle forze navali della Francia Libera, istituì ufficialmente la bandiera e la coccarda con i colori della Francia e la croce.
Nonostante i ripetuti appelli, a luglio di quell'anno solo 7.000 persone si erano offerte volontarie per combattere con le forze della Francia Libera. La marina dell'organizzazione poteva contare su 50 navi e circa 3.700 uomini distaccati presso la Royal Navy.
Ai caduti francesi è dedicato un monumento a forma di croce di Lorena sulla Lyle Hill a Greenock: tra di questi sono ricordate le vittime della esplosione della Maillé Brézé, oltre alle vittime delle navi francesi partite dal porto della città.

### Mers-el-Kébir
Sotto il controllo dei tedeschi e degli italiani la flotta francese rappresentava un grande pericolo per le operazioni britanniche. Per neutralizzarne la minaccia Winston Churchill ordinò la resa delle rimanenti navi francesi agli Alleati, o essere messe alla fonda in un porto amico o altrimenti sarebbero state distrutte.
Con l'operazione Catapult la marina inglese attaccò i porti di Mers-el-Kébir e Dakar, il 3 luglio 1940, colpendo gravemente le navi della flotta francese ivi ormeggiate. Questo attacco causò molto scalpore in Francia e gettò una cattiva luce sul movimento di de Gaulle, spingendo molti soldati e marinai a non rispondere all'appello del Generale.
Operazioni sotto copertura per convincere le forze dell'Africa Francese a unirsi al movimento indipendentista fallirono ripetutamente, finché nell'autunno 1940 le colonie francesi in Camerun e in Africa Equatoriale si misero a disposizione di de Gaulle. In seguito si unirono anche le colonie della Nuova Caledonia, Polinesia Francese, Saint-Pierre e Miquelon e le Nuove Ebridi.
Solo le colonie della Indocina francese, di Guadalupa e Martinica nelle Indie occidentali rimasero sotto il controllo di Vichy.

### La guerra nel deserto
Nel settembre 1941, de Gaulle creò il Comité national français (CNF, Comitato nazionale francese), il governo della Francia Libera in esilio. Il 24 novembre gli Stati Uniti garantirono il supporto economico all'iniziativa.
I soldati del movimento parteciparono con gli Alleati alle campagne in nord Africa, in Libia e in Egitto. Il generale Marie Pierre Koenig e la sua unità, la Prima Brigata Francia Libera, combatterono contro l'Afrika Korps nella battaglia di Bir Hakeim nel giugno 1942, ma furono costretti a ritirarsi.
Nel Ciad intanto il colonnello Philippe Leclerc attaccò le forze italiane al comando di un battaglione di 16.500 uomini delle truppe coloniali.
Durante l'operazione Torch, l'invasione alleata delle colonie nordafricane del governo di Vichy nel novembre 1942, numerose unità si arresero senza combattere e si unirono alla Francia libera. Le difese costiere di Vichy furono catturate da movimenti della resistenza francese; il generale Henri Giraud abbandonò il governo ufficiale per unirsi agli Alleati, ma non era una figura sufficientemente autoritaria per imporsi al comando del movimento Francia Libera, nonostante fosse supportato dagli statunitensi: de Gaulle rimase al comando.
In seguito all'operazione Torch i nazisti misero in dubbio la fedeltà del governo di Vichy e occuparono la Francia nel novembre 1942. Questo atto risultò offensivo per le forze di Vichy distaccate in Africa: l'armata d'Africa, 60.000 uomini, si unì agli alleati diventando il diciannovesimo corpo francese, e combattendo in Tunisia al fianco della I Armata inglese e del 7º Corpo statunitense fino all'aprile 1943.
Principalmente per colpa dell'equipaggiamento antiquato, l'armata francese lasciò sul campo moltissime vittime, oltre 16.000 uomini, in una strenua lotta contro le forze tedesche ormai alla disperazione.
Le forze della Francia Libera intervennero contro gli italiani in Etiopia ed Eritrea, e combatterono contro i connazionali lealisti in Siria e in Libano.
Nel novembre 1943 le forze francesi ricevettero numerose consegne di equipaggiamento da parte degli americani come aiuti per il patto Lend-Lease, e furono in grado di rimettere in campo 8 divisioni e di restituire l'equipaggiamento obsoleto ottenuto in prestito dai britannici; le forze della Francia Libera e gli ex-regolari di Vichy vennero ufficialmente uniti.

### Le forze della Francia libera
I primi reparti delle Forces françaises libres a costituirsi, in Inghilterra, furono le Forces aériennes françaises libres. Presto si formò una marina, le Forces navales françaises libres e si costituirono le prime unità dell'esercito: il Corps expéditionnaire français libre, che poi divenne la 1re brigede française libre, costituita con reparti della Legione straniera e truppe indigene, che nell'ottobre 1942 combatté contro la divisione Folgore a El Alamein e infine trasformata nella 1re division française libre, con truppe di stanza nelle colonie. Fu quindi costituita nel 1943 una seconda divisione, la 2e division blindée.
Alla spedizione in Italia, dal novembre 1943, partecipò il Corps expéditionnaire français en Italie.
Dopo la liberazione della Francia, le forze militari si ampliarono velocemente fino a raggiungere nel maggio 1945, 1.250.000 uomini, incluse 7 divisioni di fanteria e 3 divisioni corazzate in territorio tedesco. 

#### La resistenza
La resistenza francese crebbe in forza e in numero. Charles de Gaulle dall'estero coordinò un piano per raccogliere sotto il suo controllo diversi gruppi delle resistenza interna e cambiò il nome del movimento da Francia Libera a Forces françaises combattantes (Forze francesi combattenti); mandò Jean Moulin in Francia per riunire gli otto principali movimenti partigiani in un unico gruppo: Moulin li convinse a formare un Consiglio nazionale della resistenza. Durante la missione, Moulin fu catturato dai tedeschi e torturato a morte.

### La liberazione
Durante la campagna d'Italia del 1943, 130.000 soldati della Francia Libera, di cui il 60% nordafricani, combatterono assieme agli Alleati inquadrati nel "Corps expéditionnaire français en Italie". Entro la data dello sbarco in Normandia, le forze libere potevano schierare più di 500.000 uomini; la 2ª Divisione Corazzata del generale Leclerc partecipò allo sbarco in Normandia e avanzò verso Parigi.
La I Armata del generale Jean de Lattre de Tassigny, partecipò all'operazione Dragone (l'invasione del sud della Francia) e liberò i Vosgi e l'Alsazia.
Per paura che i tedeschi distruggessero Parigi in caso di un attacco frontale, il generale Dwight Eisenhower ordinò alle sue forze di fermarsi: i parigini si scatenarono in una rivolta e de Gaulle, furioso, chiese insistentemente a Eisenhower di poter intervenire. Sotto la minaccia di portare avanti un attacco non autorizzato, de Gaulle riuscì a strappare al generale statunitense il permesso di intervenire in supporto dei ribelli per evitare che questi fossero massacrati come avvenuto a Varsavia. Vari reparti della 2ª Divisione corazzata nell'agosto 1944 avanzarono in modo autonomo verso la cintura parigina, ed alcuni elementi avanzati raggiunsero la periferia di Parigi scontrandosi con una debole resistenza da parte tedesca e si congiunsero con i resistenti. De Gaulle e le forze della Francia Libera penetrarono nella città e liberarono la capitale. Il generale Von Choltitz, comandante militare della città, firmò la resa nelle stanze dell'Hotel Meurice.

### Fine della guerra
Nel giugno 1944 la France libre fu guidata dal Governo provvisorio della Repubblica francese.
Nel settembre 1944 le forze francesi libere ammontavano a 560.000 uomini. Pochi mesi dopo, alla fine dell'anno, erano forti di un milione di combattenti ed erano impegnati in combattimento in Alsazia, sulle Alpi e in Bretagna. 
Terminata la seconda guerra mondiale, il Governo provvisorio, guidato dal generale De Gaulle, riconsegnò il potere nel gennaio 1946 al capo provvisorio del governo Félix Gouin e furono convocate le elezioni per l'Assemblea nazionale.

## Cronologia dei territori amministrati dalla Francia Libera
1940
- Insediamenti Francesi in India (Chandernagor, Pondichéry, Karikal, Mahé, Yanaon). Malgrado in un primo momento avesse riconosciuto l'armistizio e il governo Pétain, il governatore Louis Bonvin (sotto pressione e minaccia britannica[3]) cambiò presto idea e il 27 giugno dichiarò che avrebbe continuato la lotta contro l'Asse a fianco degli alleati inglesi[4]; il 12 luglio assicurò a de Gaulle la sua cooperazione e il 9 settembre aderì formalmente alla France Libre.
- Condominio delle Nuove Ebridi. Il Commissario Residente Henri Sautot si schierò per la France Libre il 20 luglio, rendendo il Condominio il primo territorio a farlo[5]; nel settembre fu nominato da de Gaulle governatore della Nuova Caledonia.
- Nuova Caledonia. Dopo che il Consiglio generale dell'isola si fu espresso a favore della continuazione della guerra, il governatore pro-Vichy Pelicier fu costretto a fuggire in Indocina (4 settembre)[6]. Il governo passò poco dopo a Sautot (19 settembre).[7]
- Polinesia Francese. Nel giugno 1940 il governatore Frédéric Chastenet de Géry aveva riconosciuto il governo di Vichy; nelle isole aveva tuttavia cominciato a formarsi un gruppo clandestino affiliato alla France Libre, dichiarato in agosto illegale e sovversivo dal governatore. Il 1 settembre il Comitato condusse un referendum illegale sulle isole di Tahiti e Moorea, da cui risultò che la maggioranza dei votanti era favorevole alla France Libre. Il giorno seguente il Comitato costrinse de Géry a dare le dimissioni e formò un "Consiglio Provvisorio d'Oceania", presto riconosciuto da de Gaulle. Il 12 settembre fu installato come governatore per conto della France Libre Edmond Mansard.
- Africa Equatoriale Francese e Mandato del Camerun. Il 26 agosto 1940 il governatore del Ciad Félix Éboué dichiarò la propria adesione alla France Libre[8]; il giorno seguente il generale gollista Philippe Leclerc giunse a Douala, assumendo il controllo del Camerun a danno del governatore pro-Vichy Richard Brunot[9]; il 28 agosto in Congo un ufficiale gollista riuscì ad assumere il controllo della colonia e il 29 anche il governatore dell'Ubangi-Sciari si dichiarò per la France Libre. La situazione apparve invece molto più complicata nel Gabon: qui il governatore Georges Masson aveva in un primo momento deciso di seguire l'esempio dei suoi colleghi nelle altre colonie equatoriali ma, di fronte all'ostilità dei francesi residenti nella colonia e del vescovo di Libreville, aveva in seguito rinunciato, arrestando i sovversivi presenti sul territorio[10]. Per avere anche quel territorio fu perciò necessario condurre una breve campagna militare (Campagna del Gabon, 12 ottobre-12 novembre 1940), guidata da Leclerc e Koenig col sostegno britannico[11].

1941
- Mandato di Siria e Libano. Dopo la conclusione della campagna d'Iraq Churchill decise di invadere la Siria francese per evitare che questa potesse cadere in mano degli italo-tedeschi, con potenziali gravi conseguenze sull'andamento delle operazioni in Nordafrica. La campagna militare si svolse tra l'8 giugno e il 14 luglio 1941 e si concluse con la resa delle forze di Vichy guidate dal generale Henri-Fernand Dentz[12]. Il governo della Siria passò alla Francia Libera, nella persona del generale Georges Catroux il quale, il 26 novembre 1941, riconobbe l'indipendenza dei due territori[12] (anche se di fatto i francesi vi rimasero fino al 1946).
- Saint Pierre e Miquelon. Malgrado la contrarietà degli Stati Uniti (che, a differenza del Regno Unito, riconoscevano il governo di Vichy) ma col segreto sostegno di Churchill[13], il 23 dicembre 1941 de Gaulle ordinò all'ammiraglio Émile Muselier di sbarcare nell'arcipelago nordamericano. L'operazione si risolse senza sparare un colpo ed una successiva consultazione referendaria tra gli isolani diede una schiacciante vittoria alla causa gollista[14]. Alain Savary, che aveva partecipato all'operazione, fu nominato governatore.

1942
- Wallis e Futuna. L'unico possedimento francese nel Pacifico rimasto fedele al governo di Vichy fu occupato il 27 maggio 1942 da un piccolo contingente della France Libre; il governatore Vrignaud si arrese senza opporre resistenza. L'operazione sarebbe dovuta partire il giorno seguente, ma per iniziativa di de Gaulle le truppe francesi sbarcarono prima di quelle americane e a loro insaputa, per evitare qualsiasi possibile discussione sull'amministrazione dell'arcipelago.[15]
- Madagascar e territori dipendenti. La fulminea espansione giapponese tra il dicembre del 1941 e l'estate del 1942 provocò in Churchill il timore di un'offensiva nipponica nell'Oceano Indiano, che avrebbe messo gravemente a rischio i collegamenti navali tra la Gran Bretagna e l'India. Fu così che decise di dare seguito alla proposta fattagli da de Gaulle, di occupare il Madagascar.[16] Dopo lo sbarco il 5 maggio e la presa di Diego Suarez, i britannici riuscirono a prendere il controllo dell'intera isola in sei mesi, debolmente contrastati dai francesi. Il 6 novembre il governatore Armand Léon Annet firmò l'armistizio; il controllo dell'isola e delle sue dipendenze (tra cui Mayotte e le Comore, occupate il 2 luglio e il 25 settembre) andò alla France Libre, nella persona del generale Paul Legentilhomme (14 dicembre).[17]
- La Riunione. Il 28 novembre 1942 una piccola forza di 60 uomini della France Libre sbarcò sull'isola, prendendone il controllo in due giorni grazie anche al sostegno comunista.[18]
- Costa Francese dei Somali. In seguito alla conquista britannica del Madagascar e all'Operazione Torch, nella Somalia Francese cominciarono a farsi più frequenti le diserzioni da parte del personale militare, che si rifugiava nei vicini territori britannici. Di fronte a ciò il governatore Christian Raimond Dupont avviò a novembre trattative con gli inglesi, permettendo il ritorno dei reparti che avevano disertato; la consegna ufficiale avvenne il 28 dicembre e il primo governatore della Francia Libera fu André Bayardelle.[19]

1943
All'inizio del 1943 la maggioranza dei possedimenti coloniali erano ormai controllati o dalla France Libre gollista o dal governo istituito dal generale Giraud in Algeria, Marocco, Togo e Africa Occidentale Francese dopo l'Operazione Torch. L'amministrazione di Giraud (che governava con la carica di "Alto Commissario", riconosciutagli dagli Alleati) era causa di dissapori con lo schieramento gollista, in quanto, formalmente, si trattava di un'amministrazione del governo di Vichy, ma alleata degli anglo-americani. Si era creata insomma la complicata situazione in cui due schieramenti francesi si trovavano dalla parte degli Alleati, ma di cui uno non riconosceva il governo di Vichy, mentre l'altro era espressione, seppur ribelle, di quel governo; la situazione era poi ulteriormente complicata dal fatto che gli Stati Uniti riconoscevano il governo di Vichy, mentre i britannici no.
La situazione venne sbrogliata da colloqui tra de Gaulle e Giraud, che portarono all'unificazione dei due schieramenti pro-alleati nel Comitato francese di Liberazione nazionale, il 3 giugno 1943.
Escludendo l'Indocina, i rimanenti possedimenti coloniali francesi ancora fedeli al governo di Vichy (Guyana e Antille) vennero in mano degli schieramenti pro-alleati tra il marzo e il luglio 1943: la Guyana il 16 marzo (dopo le dimissioni del governatore Renè Veber, il sindaco di Caienna mandò un messaggio a de Gaulle per la nomina di un nuovo governatore e, su pressione del console americano, ne inviò uno identico anche a Giraud, con il risultato che furono nominati due governatori; quello obbediente a Giraud riuscì ad arrivare per primo), le Antille il 14 luglio (a Martinica e Guadalupa giunse per conto del Comitato Henri Oppenot ad assumere il controllo delle isole, mentre il governatore, ammiraglio Robert, già arresosi agli americani il 2 luglio, fuggiva a Porto Rico dopo le proteste anti-Vichy della popolazione avvenute nelle settimane precedenti).